# ماکس فان هسوایک
ماکس فان هسوایک (هلندی: Max van Heeswijk؛ زادهٔ ۲ مارس ۱۹۷۳) دوچرخه‌سوار اهل هلند است.